# Jack Simpson
Jack Simpson (født 15. juli 1858 i Earlsferry, Skotland, død 30. november 1895) var en skotsk golfspiller, som bl.a. vandt The Open Championship 1884 i Prestwick med en samlet score på 160 slag for 36 huller på trods af en 9'er på andet hul. Han opnåede ikke andre fremtrædende placeringer i The Open Championship og fokuserede i stedet på fremstilling af golfkøller.